# Herz-Jesu-Kathedrale (Basra)
Die Kathedrale des Heiligsten Herzens Jesu oder Herz-Jesu-Kathedrale (arabisch كاتدرائية القلب الأقدس, كاتدرائية قلب يسوع الأقدس oder كنيسة القلب الاقدس للسريان الكاثوليك) ist eine Kirche in der irakischen Stadt Basra, die 1940 geweiht wurde. Sie ist die Kathedrale des Patriarchal-Exarchats Basra und Kuwait der Syrisch-katholischen Kirche.

## Standort
Die syrisch-katholische Herz-Jesu-Kathedrale in Basra steht im Stadtteil al-Aschar (العشار) an der Abdullah-bin-Ali-Straße (شارع عبدالله بن علي), etwa 50 n östlich des rechten Ufers des Nahr al-Aschar (نهر العشار), rund 500 m südwestlich der al-Tanuma-Brücke (جسر التنومة) bei der Einmündung des Nahr al-Aschar in den Schatt al-Arab (شطّ العرب), etwa 150 m nördlich der Straße der Unabhängigkeit (al-Istiqlāl, شارع الاستقلال), rund 120 m südwestlich der syrisch-orthodoxen Frauenkirche (كنيسة مريم العذراء للسريان الارثوذكس), etwa 2 km nordöstlich der chaldäischen Kathedrale unserer lieben Frau und rund 1,5 km nördlich der Großen Moschee al-Mūsawī (مسجد الموسوي الكبير).

## Geschichte
Laut katholischer Website Gcatholic.org wurde mit dem Bau der syrisch-katholischen Herz-Jesu-Kirche von Basra 1936 begonnen, und 1940 wurde die Kathedrale eröffnet. Die irakische Stiftung für die Religionen der Christen, Jesiden, Sabäer und Mandäer gibt als Baujahr 1913 an. Das Patriarchal-Exarchat Basra und Kuwait wurde 1991 eingerichtet, womit die syrisch-katholische Herz-Jesu-Kirche Kathedrale wurde.

## Architektur
Die Herz-Jesu-Kathedrale ist eine einschiffige Saalkirche mit Flachdach. Die Apsis mit dem Altar der südwestlich-nordöstlich ausgerichteten Kirche ist im Nordosten.

## Bistum und Bischof
Die Syrisch-katholische Herz-Jesu-Kathedrale ist Sitz des 1991 errichteten syrisch-katholischen Patriarchal-Exarchats Basra und Kuwait (Dioecesis Amadiensis). Im Jahre 2014 hatte das Patriarchal-Exarchat Basra und Kuwait 350 Gläubige in 3 Pfarreien mit einem Priester. Am 11. Januar 2014 wurde der am 21. Juni 1949 in Mossul geborene Emad Ekleemes Basraer Patriarchalexarch, dem am 30. Oktober 2020 der am 3. Januar 1975 in Baghdida geborene Firas Dardar nachfolgte.

### Bevölkerungsentwicklung im Bistum
Um das Jahr 1970 gab es in Basra etwa 5000 christliche Familien, was etwa 25.000 Menschen entsprach, von denen nur eine Minderheit syrische Katholiken, die allermeisten dagegen chaldäische Katholiken waren. Nach der Invasion der USA im Irak 2003 fassten die islamistischen Terrororganisationen al-Qaida und Daesch im Gegensatz zu Bagdad und Nordirak kaum Fuß. Es kam jedoch zum Bürgerkrieg zwischen schiitischen und sunnitischen Gruppen und zu einem Exodus der Sunniten und der Christen. Nach Schätzungen des chaldäischen Erzbischofs Habib al-Naufali gibt es im Jahre 2019 in Basra nur noch 400 Christen aller Konfessionen zusammen. Die offiziellen Zahlen des syrisch-katholischen Patriarchalexarchats beliefen sich für das ganze Bistum Basra und Kuwait auf 350 syrische Katholiken im Jahre 2014. Der syrisch-katholische Exarch von Basra, Emad Yelda Ekleemes, beschrieb 2015 die Situation der Christen in Basra als Leben in ständiger Bedrohung durch die schiitischen Milizen in der Stadt. Das kirchliche Eigentum und das Privateigentum der Christen seien nicht sicher, denn Christen hätten angesichts der ihnen feindlich gesonnenen Gerichte keinerlei Rechtssicherheit mehr, und christliche Frauen würden bedroht, insbesondere wenn sie sich nicht an islamische Bekleidungsregeln hielten.